# 入江直祐
入江 直祐（いりえ なおすけ、1901年3月13日 - 1991年）は、日本の英文学者、翻訳家。

## 略歴
岡山県出身。旧制岡山中学（現：岡山県立岡山朝日高校）旧制第六高等学校を経て、六稜学舎では詩人でもある山宮允に学び、
1938年東京帝国大学卒業、市河三喜に学ぶ。
アルフレッド・テニスン、ウォルター・スコットなどの翻訳で知られる。
1962年まで法政大学教授、その後神奈川大学教授。
1989年まで創価大学教授を務めた。

## 翻訳
- 『イノック・アーデン』（テニスン、岩波文庫） 1933
- 『イン・メモリアム』（テニスン、岩波文庫） 1934
- 『湖の麗人』（スコット、岩波文庫） 1936
- 『ブレイク詩集』（ウィリアム・ブレイク、新潮文庫） 1943
- 『テニスン詩選』（テニスン、新月社、英米名著叢書） 1948
- 『アメリカに落ちた爆弾』（ハゲドーン、法政大学出版局） 1950